# Tchitrec de Rowley
Eutrichomyias rowleyi
Espèce
Synonymes
- Zeocephus rowleyi A.B. Meyer, 1878

Statut de conservation UICN

 CR B1ab(ii,iii,v)+2ab(ii,iii,v); C2a(i,ii); D : 
En danger critique
Le Tchitrec de Rowley (Eutrichomyias rowleyi), unique représentant du genre Eutrichomyias, est une espèce d'oiseaux de la famille des Monarchidae.

## Répartition
Cet oiseau est endémique des îles Sangihe.